# Cordăreni
Cordăreni é uma comuna romena localizada no distrito de Botoşani, na região de Moldávia . A comuna possui uma área de 41.53 km² e sua população era de 2062 habitantes segundo o censo de 2007.